# Callicrates (cráter)
Callicrates es un cráter de impacto de 68 km de diámetro del planeta Mercurio. Debe su nombre al escultor de la antigua  Grecia Calícrates (siglo V a. C.), y su nombre fue aprobado por la  Unión Astronómica Internacional en 1976.